# Vandœuvre-lès-Nancy

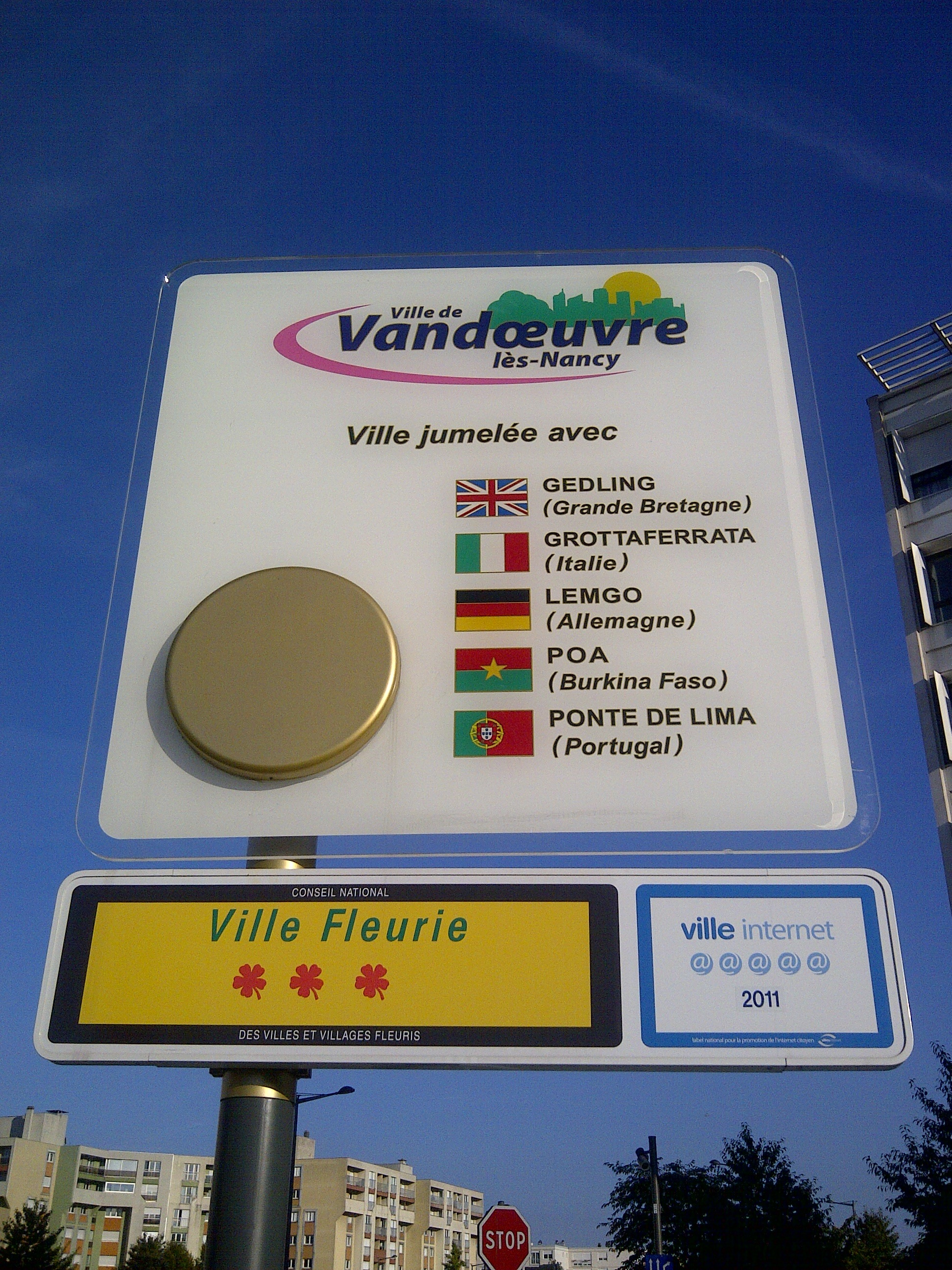
Vandœuvre-lès-Nancy

Vandœuvre-lès-Nancy – miejscowość i gmina we Francji, w regionie Grand Est, w departamencie Meurthe i Mozela.
Według danych na rok 2013 gminę zamieszkiwało 29 836 osób, a gęstość zaludnienia wynosiła 3104 osób/km² (wśród 2335 gmin Lotaryngii Vandœuvre-lès-Nancy plasuje się na 5. miejscu pod względem liczby ludności, natomiast pod względem powierzchni na miejscu 634.).